# 阿里安

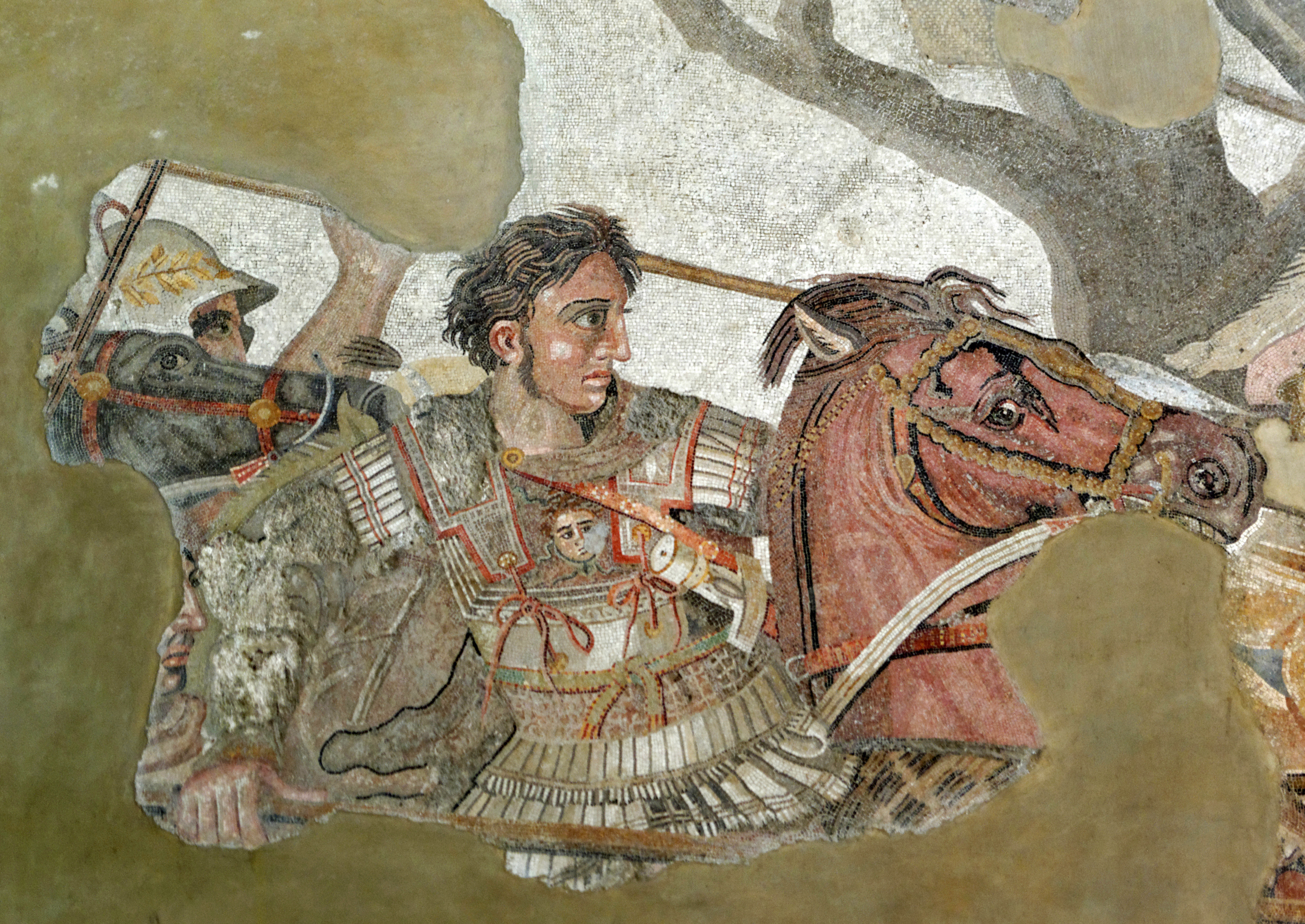
統治亞歷山大帝國的亞歷山大大帝

阿里安（Lucius Flavius Arrianus 'Xenophon'，86/90年—146/160年）是一位希臘歷史學家和羅馬時期的哲學家，著有一部描述亞歷山大大帝功勳的《遠征記》（Anabasis Alexandri）與描述軍官尼阿卡斯跟隨亞歷山大大帝遠征印度的著作《Indica》。

## 生平
出身於比提尼亞的尼科米底亞，曾在羅馬的軍隊服役。在羅馬皇帝哈德良在位期間，即公元131年~公元137年擔任卡帕多細亞的總督，並於公元147年擔任雅典的執政官。之後，阿里安在退休後專注文學上的研究。
阿里安的文學作品大都深受色諾芬的影響，包括它主要的作品《亞歷山大遠征記》，亞歷山大遠征記是描寫亞歷山大大帝東征作戰的過程，其主要參考史料來自亞歷山大的亞歷山大身邊史官阿里斯托布魯斯所作的記錄，和重要將領亦是繼業者的托勒密一世回憶錄，被認為有較高的可信度。阿里安另外著有《師門述聞》（Enchiridion），記錄其師愛比克泰德，一位出生于希拉波利斯的斯多亞學派哲學家的教學記錄。

## 參考資料

Alexandri anabasis, 1575

## 外部連結
- Livius （页面存档备份，存于）, Arrian of Nicomedia （页面存档备份，存于） by Jona Lendering